# Assolto
Assolto (Schuldig) è un film del 1928 diretto da Johannes Meyer.

## Produzione
Il film fu prodotto dall'Universum Film (UFA).

## Distribuzione
Distribuito dalla Universum Film (UFA), uscì nelle sale cinematografiche tedesche presentato a Berlino il 22 febbraio 1928.